# Callomecyna
Callomecyna är ett släkte av skalbaggar. Callomecyna ingår i familjen långhorningar.
Kladogram enligt Catalogue of Life:
| Callomecyna | \| \| Callomecyna superba \| \| \| \| \| \| Callomecyna tigrinula \| \| \| \| |
|             | \| \| Callomecyna superba \| \| \| \| \| \| Callomecyna tigrinula \| \| \| \| |
|             | Callomecyna superba                                                           |
|             |                                                                               |
|             | Callomecyna tigrinula                                                         |
|             |                                                                               |